# John Mulhern
John Francis Mulhern (* 18. Juli 1927 in Boston, Massachusetts; † 19. September 2007 ebenda) war ein US-amerikanischer Eishockeyspieler.  

## Karriere
John Mulhern besuchte das Boston College, für dessen Eishockeymannschaft er parallel zu seinem Studium spielte. Im Anschluss an die Winterspiele 1952 studierte er vier Jahre lang an der Suffolk University Law School. Seine berufliche Laufbahn setzte er in der Stadtverwaltung von Boston fort. 

### International
Für die USA nahm Mulhern an den Olympischen Winterspielen 1952 in Oslo teil, bei denen er mit seiner Mannschaft die Silbermedaille gewann. Er selbst erzielte im Turnierverlauf in acht Spielen fünf Tore. 

## Erfolge und Auszeichnungen
- 1952 Silbermedaille bei den Olympischen Winterspielen